# Jinlin Shuiku
Jinlin Shuiku (kinesiska: 金林水库) är en reservoar i Kina. Den ligger i provinsen Guangdong, i den södra delen av landet, omkring 150 kilometer väster om provinshuvudstaden Guangzhou. Jinlin Shuiku ligger 195 meter över havet. Arean är 0,50 kvadratkilometer. I omgivningarna runt Jinlin Shuiku växer huvudsakligen savannskog. Den sträcker sig 0,7 kilometer i nord-sydlig riktning, och 1,7 kilometer i öst-västlig riktning.
Genomsnittlig årsnederbörd är 2 179 millimeter. Den regnigaste månaden är maj, med i genomsnitt 327 mm nederbörd, och den torraste är januari, med 37 mm nederbörd.